# Douglas (football, août 1990)
Pour les articles homonymes, voir Douglas.
Douglas Pereira dos Santos
Douglas Pereira dos Santos, dit Douglas, né le 6 août 1990 à Monte Alegre de Goiás, est un footballeur brésilien. Il évolue actuellement au poste d'arrière droit.

## Biographie

### Carrière en club

#### Débuts au Brésil
Douglas Pereira commence sa carrière professionnelle en 2008, dans le club brésilien Goiás EC avec lequel il joue trois années, avant de quitter ce dernier pour le club de São Paulo FC, où il sera par la suite considérée comme l'un des meilleurs latéral droit du championnat brésilien.

#### Départ vers le FC Barcelone
Le 27 août 2014, le FC Barcelone annonce le recrutement de Douglas, pour une durée de cinq ans et pour une somme de 4 millions d'euros.
Le 26 août 2016, le club annonce que le joueur est prêté au Sporting de Gijón pour une durée d'un an. Le Barça continue à verser tout le salaire et le Sporting (entraîné par Abelardo Fernández) promet au joueur du temps de jeu.
La saison suivante, il est prêté au Benfica Lisbonne.
Pour la saison 2018-2019, il est prêté au club turc du Sivasspor.

#### Beşiktaş JK (depuis 2019)
Il quitte le FC Barcelone pour le club turc du Beşiktaş JK.

### Carrière internationale

#### Avec le Brésil -20 ans
En 2009, Douglas est sélectionné avec Brésil - 20 ans pour prendre part à la phase finale de la Coupe du monde des moins de 20 ans 2009 lors de laquelle le Brésil arrive en finale, mais l'équipe perd face aux Ghanéens.

## Palmarès

### Club
Goiás EC
- Championnat du Goiás
  - Vainqueur en 2009
- Copa Sudamericana
  - Finaliste en 2010

 São Paulo FC
- Copa Sudamericana
  - Vainqueur en 2012

 FC Barcelone
- Championnat d'Espagne
  - Champion en 2015 et 2016
- Coupe d'Espagne
  - Vainqueur en 2015 et 2016

### Équipe nationale
Brésil - 20 ans
- Coupe du monde des moins de 20 ans 2009
  - Finaliste